# ヴァリオLF2/2 IN
ヴァリオLF2/2 INは、チェコのアライアンスTWが手掛ける路面電車車両の1形式。車内の一部がバリアフリーに適した低床構造となっている超低床電車（部分超低床電車）である。

## 概要
複数の企業によるコンソーシアムであるアライアンスTWは、車内全体の43 %の床上高さを抑えた部分超低床電車のヴァリオLF2 プラスを展開している。この車両を基に開発されたのがヴァリオLF2/2 INである。
編成はヴァリオLF2 プラスと同様の2車体連接車だが、片運転台式のヴァリオLF2 プラスと異なり、両方の車体に運転台が設置されている他、乗降扉も両側に設置されている。これにより、工事等の理由によりループ線が使用できない場合でも運用が可能となっている。また、前面デザインも変更されており、アライアンスTWが手掛けるEVO2を基にした形状となっている。電気機器についてもヴァリオLF2 プラスとは異なり、各台車に設置されている主電動機（誘導電動機）を含めてシュコダ電気が製造したものが採用されている。
この車両の発注はプルゼニ市電を運営するプルゼニ公共交通会社が実施したもので、2013年の製造後、試運転を経て営業運転に投入された。以降、2014年までに4両が導入されている。